# Тунъань
Тунъа́нь (кит. 同安, пиньинь Tóng'ān) — район городского подчинения города субпровинциального значения Сямэнь провинции Фуцзянь (КНР).

## История
Во времена империи Цзинь в 282 году в этих местах был учреждён уезд Тунъань (кит. трад. 同安區, упр. 同安区}, пиньинь Tóng'ān Qū), который впоследствии был присоединён к уезду Цзиньань. Во времена империи Суй уезд Цзиньань был в 589 году переименован в Наньань.
В эпоху Пяти династий и десяти царств в 903 году, когда эти места находились в составе государства Южная Тан, юго-западная часть уезда Наньань была опять выделена в отдельный уезд Тунъань.
После Синьхайской революции новыми республиканскими властями порт Сямэнь и прилегающие острова были в 1912 году выделены из уезда Тунъань в отдельный уезд Сымин (思明县). В 1915 году острова были выделены в отдельный уезд Цзиньмэнь. 
На завершающем этапе гражданской войны эти места были заняты войсками коммунистов осенью 1949 года. В 1950 году был создан Специальный район Цюаньчжоу (泉州专区), и уезд Тунъань вошёл в его состав.  В 1953 году посёлок Цзимэй был передан из состава уезда Тунъань под юрисдикцию властей Сямэня. В 1955 году Специальный район Цюаньчжоу был переименован в Специальный район Цзиньцзян (晋江专区). В августе 1958 года уезд Тунъань перешёл из Специального района Цзиньцзян под юрисдикцию Сямэня.
В 1970 году уезд Тунъань вернулся в состав Специального района Цзиньцзян, который с 1971 года был переименован в Округ Цзиньцзян (晋江地区), но в 1973 году он опять перешёл под юрисдикцию Сямэня.
Постановлением Госсовета КНР от 20 ноября 1996 года уезд Тунъань был преобразован в район городского подчинения.
Постановлением Госсовета КНР от 26 апреля 2003 года из района Тунъань был выделен район Сянъань.

## Административное деление
Район делится на 2 уличных комитета и 6 посёлков.